# 2-1B
2-1B (2-1B28A) es un droide de la saga cinematográfica la Guerra de las Galaxias.
Este droide médico sirvió a la Alianza Rebelde en Hoth y en la fragata médica cuando escaparon del planeta Hoth. Trabajó junto a FX-7 y ambos curaron a Luke Skywalker.
- Datos: Q1488489